# Česko-singapurská obchodní komora
Česko-singapurská obchodní komora (angl. Czech-Singapore Chamber of Commerce) je organizace sdružující 149 českých firem s obchodními zájmy v Singapuru a v jihovýchodní Asii. Zároveň je platformou pro setkávání osobností z nejvyšších obchodních kruhů v České republice i v Singapuru. Prezidentem Česko-singapurské obchodní komory je Mgr. Marcel Bednář.

## Aktivity
Česko-singapurská obchodní komora organizuje podnikatelské mise a obchodní cesty českých firem do Singapuru, B2B jednání s delegacemi singapurských podnikatelů a investorů, odborné semináře a obchodní konference (setkávání s domácími i zahraničními osobnostmi z oblasti politiky i byznysu – zaměřeno na Singapur a region Asie), přednášky a diskuzní setkání (o zkušenostech s podnikáním v Singapuru a o místních obchodních zvyklostech).
Na bázi osobních kontaktů Česko-singapurská obchodní komora disponuje přímým přístupem do 3657 singapurských firem. Díky propracovanému systému osobních kontaktů Česko-singapurská obchodní komora pomáhá českým firmám se získáváním zakázek v Asii a poutá pozornost singapurských investorů k zajímavým investičním příležitostem v České republice.
Česko-singapurská obchodní komora při své činnosti úzce spolupracuje s řadou ministerstev, státních agentur, institucí a organizací, a to jak v Singapuru, tak v České republice. V roce 2021 byl rovněž zřízen Česko-singapurský výbor při Hospodářské komoře ČR. Na singapurské straně k partnerům Komory dále patří podnikatelské svazy, obchodní komory a profesní organizace podnikatelů.
Institucionálními (přidruženými) členy Česko-singapurské obchodní komory jsou Agentura pro podporu podnikání a investic CzechInvest, Technologické centrum Akademie věd České republiky a Česká zemědělská univerzita. K nejvýznamnějším firemním členům pak patří např. Lasvit, Meopta, Raiffeisenbank, Unicorn, YSoft, P3 Logistic Parks a další.
Důležitou součástí aktivit Česko-singapurské obchodní komory jsou obchodní konference s významnými osobnostmi politických, diplomatických a obchodních kruhů. V roce 2023 uspořádala Komora ku příležitosti oficiální návštěvy premiéra Petra Fialy v Singapuru obchodní fórum, kterého se zúčastnilo na 200 zástupců českých a singapurských podnikatelů. V témž roce byla Česko-singapurská obchodní komora jedním z organizátorů podnikatelské mise do Singapuru a sestavila delegaci 60 českých firem, které doprovodily ministra dopravy Martina Kupku. Jako hlavní hosté na obchodních konferencích Česko-singapurské obchodní komory vystoupili někdejší prezident Hospodářské komory ČR Vladimír Dlouhý, místopředseda Poslanecké sněmovny PČR Karel Havlíček, velvyslanec České republiky ve Vietnamu Hynek Kmoníček nebo primátor hlavního města Prahy Bohuslav Svoboda.
Česko-singapurská obchodní komora je zastáncem zavedení přímého leteckého spoje Praha-Singapur. Aktuálně Česko-singapurská obchodní komora vydává Zpravodaj obchodních příležitostí, který je měsíčním přehledem zajímavých ekonomických zpráv včetně obchodních příležitostí v Singapuru.

## Orgány Komory
- Výkonný výbor (z titulu funkce jsou členy prezident a oba viceprezidenti)
- Představenstvo (z titulu funkce jsou členy prezident, oba viceprezidenti a předsedové odborných komisí)
- Odborné komise
- Členská schůze

## Odborné komise (pracovní skupiny)
- Komise pro obchodní a exportní spolupráci
- Komise pro investiční spolupráci
- Komise pro IT, technologickou spolupráci a start-upy
- Komise pro vědu, výzkum, univerzitní a institucionální spolupráci
- Komise pro krajanské záležitosti a kulturní spolupráci